# Benitoit
Benitoit je vzácný Ba a Ti cyklosilikát modré barvy. Byl objeven v roce 1907 na lokalitě San Benito River, podle které byl také pojmenován. Jeho jednoznačně určujícím znakem je schopnost fluorescence pod krátkými vlnami UV světla, kdy září silně modrou barvou. Má také menší tepelnou odolnost v porovnání s ostatními drahokamy, tudíž ho nelze tepelně upravovat pro zvýšení kontrastu modré barvy. Jedná se o oficiální drahokam státu Kalifornie a nachází se zde i jediný komerční důl zabývající se jeho těžbou. Jedná se o vůdčí minerál benitoitové skupiny a také titanem obohacený analog minerálu pabstitu.

## Vznik
Benitoit je hydrotermálního původu a vyskytuje se v asociaci s natrolitem, neptunitem a albitem (kterým je často obalen a musí se louhovat v HCl), na kontaktech serpentinitových těles a zelených břidlic.

## Vlastnosti
- Fyzikální vlastnosti: Tvrdost 6 – 6,5, hustota 3,61 - 3,68 g/cm³, štěpnost nezřetelná podle {1011}, lom lastrunatý. Září sytě modře pod krátkými vlnami UV světla.
- Optické vlastnosti: Barva je světle a tmavě modrá, lesk skelný, průhlednost: průhledný i průsvitný, vryp bílý.
- Chemické vlastnosti: Složení: Ba 33,21 %, Ti 11,58 %, Si 20,38 %, O 34,83 %. Je rozpustný v HF a slabě v koncentrované HCl.

## Využití
Brousí se jako drahý kámen a na trhu s drahokamy je velmi ceněn. Zřídka se vyskytne šperk, který obsahuje benitoit větší velikosti než 1 karát. Největší raritou je pak 7,5 karátový vzorek, který je vystaven pro veřejnost ve Smithsonian museum. Cena již vybroušeného vzorku se pohybuje okolo 3000 $ až 4000 $ za karát.

## Výskyt
- San Benito County, stát Kalifornie, USA (jediný důl, kde se nacházejí vzorky drahokamové kvality)
- Ohmi, Japonsko (vzorky menší kvality)
- Šebkovice, Kraj Vysočina, Česko (peralkalická žíla vyskytující se podél jihovýchodní hranice Moldanubika, bohatá na Ba–Ti–Zr prvky)

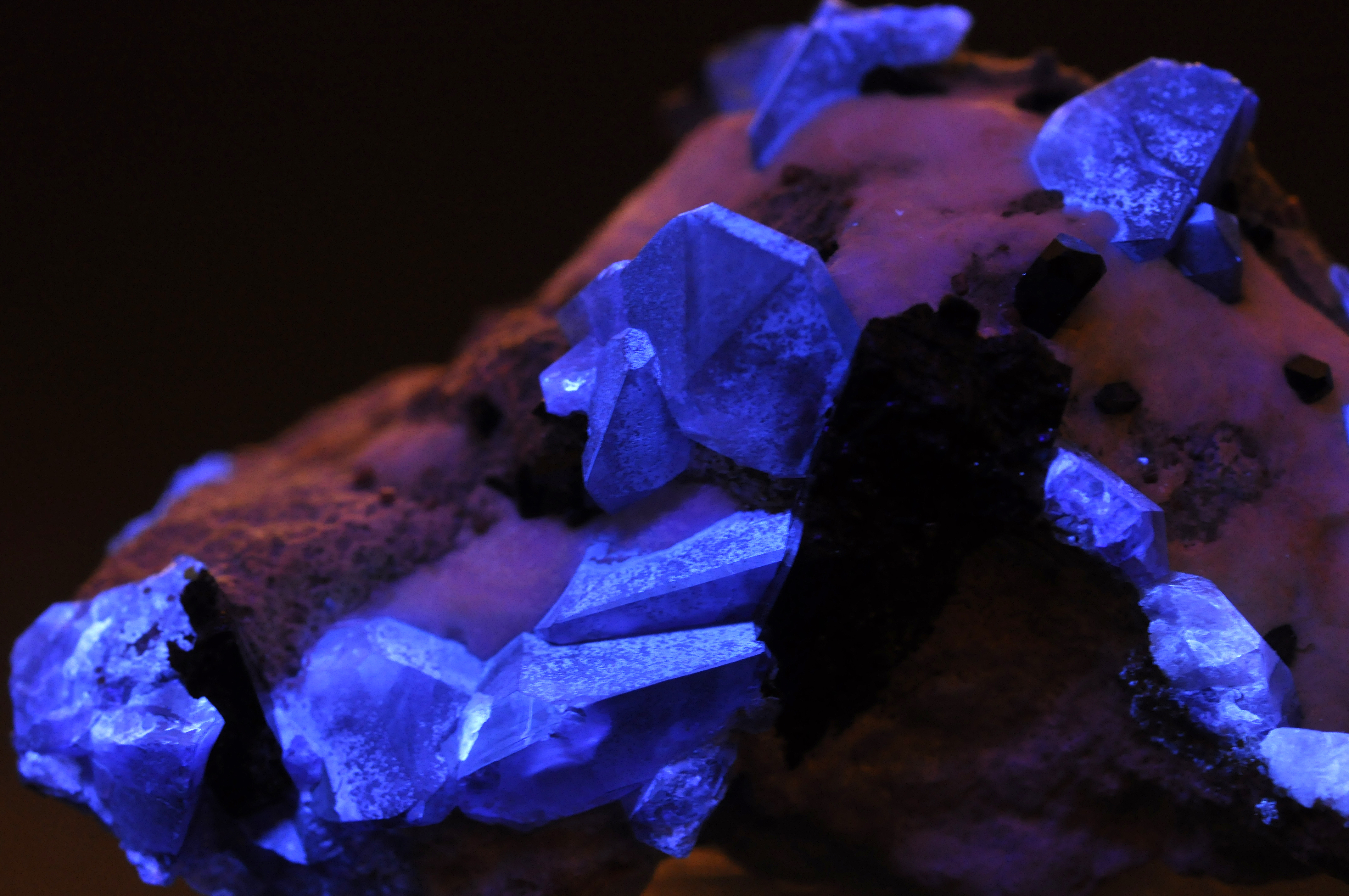
benitoit pod UV světlem